# Riesenlaufkäfer
Der Riesenlaufkäfer (Carabus gigas, oft unter dem Synonym Procerus gigas aufgeführt) ist eine Käferart aus der Familie der Laufkäfer (Carabidae).

## Merkmale
Der Riesenlaufkäfer wird 40 bis 70 Millimeter groß. Die Gestalt des Käfers ist oval und plump. Der Halsschild verengt sich zur Basis herzförmig. Der Rand des Halsschilds ist aufgebogen. Die Flügeldecken sind stark gewölbt. Die Struktur setzt sich zusammen aus ungefähr 15 Reihen stark erhabener und kurzer Tuberkel. Die Oberseite ist glänzend schwarz.

## Vorkommen und Lebensweise
Die Art kommt in Südost-Europa vor, in Mitteleuropa reicht das Verbreitungsgebiet bis in die Steiermark und nach Kärnten. Der Lebensraum des Riesenlaufkäfers sind feuchte Mittelgebirge bis in die subalpinen Lagen.
Laufbewegungen finden (anders als bei den meisten anderen Arten der Gattung Carabus) ohne Hast statt, die Art streift auch tagsüber bedächtig umher. Die Imago erreicht ein Alter von 3 Jahren und mehr. Als Nahrung dienen in erster Linie Weinbergschnecken.

## Unterarten
- Carabus g. gigas
- Carabus g. duponcheli, Dejean 1831: Südliches Griechenland
- Carabus g. parnassicus, Kraatz 1884: Griechenland, Mazedonien, südliches Albanien

## Belege
- C. L. Blumenthal: Procerus. In: Heinz Freude, Karl Wilhelm Harde, Gustav Adolf Lohse: Die Käfer Mitteleuropas. Band 2 Adephaga 1, Goecke & Evers Verlag, Krefeld 1976, ISBN 3-87263-025-3.
- Gerd Müller-Motzfeld (Herausgeber), H. Freude, K. W. Harde, G. A. Lohse (Begründer): Die Käfer Mitteleuropas. Band 2: Adephaga. 1. Carabidae (Laufkäfer). 2. erweiterte Auflage, Spektrum Akademischer Verlag, Heidelberg 2004, ISBN 978-3-8274-1551-6. Carabus gigas auf S. 36.